# Girolamo Lippomano (1538-1591)
Girolamo Lippomano (Venezia, 13 aprile 1538 – Venezia, 30 agosto 1591) è stato un ambasciatore italiano per conto della Repubblica di Venezia a Torino, Dresda, Napoli, Madrid e Costantinopoli. Morì annegato mentre la nave che lo riportava a Venezia entrava nel porto sul Lido. Le cause della morte per suicidio o omicidio non furono mai del tutto chiarite.

## Biografia
Girolamo nacque a santa Fosca il 13 aprile 1538 come figlio terzogenito di Giovanni di Girolamo e di Chiara Gussoni di Andrea Gussoni. Egli era erede e omonimo di quel Lippomano che gestiva il banco a Venezia e che era fallito nel 1499. Il padre, che abitata presso il monastero della santissima Trinità, gestiva la mensa vescovile di Verona grazie alla titolarità del fratello vescovo Pietro, e cogliendo una buona predisposizione del figlio allo studio, lo mandò a scuola dall'umanista Giovanni Battista Amalteo facendolo entrare nel 1562 nel consiglio del Senato.
Le sue capacità oratorie lo portarono ad essere inserito nella vita politica cittadina molto presto: fu nominato savio agli Ordini dal 1563 per sei mesi non consecutivi fino al marzo del 1567, ma il suo primo incarico ufficiale fu l'organizzazione del soggiorno dell'inviato turco Ibrahim Bey al carnevale veneziano nel 1567. La sua vita fu un lungo viaggio: numerosissimi furono gli incarichi assegnatogli dal governo veneziano, e le sue relazioni sono oggetto di studio e di comprensione di quel periodo storico che vide gli stati europei soggetti a non pochi cambiamenti. Durante i suoi periodi di soggiorno a Venezia abitava la casa ai Carmini, dopo che la sua abitazione in Santa Sofia era stata distrutta da un incendio.

### Le ambasciate

#### Ambasciata presso gli Asburgo
Il primo incarico da ambasciatore lo ottenne il 22 marzo 1567 a Gorizia con Carlo d'Asburgo, fratello di Massimiliano II. L'incontro ebbe una durata di quattro giorni affrontando la questione degli Uscocchi che durava dal 1540, e che aveva portato a molti scontri locali. Girolamo documentò ogni passaggio dell'incontro dando un'immagine molto positiva dell'arciduca asburgico: 
(Relazione di Girolamo Lippomano presso l'arciduca Carlo, pp. 20)
L'incontro non risolse però quello che era il problema essenziale, le scorribande piratesche, ma Lippomano doveva accattivarsi il popolo perché il fratello Andrea, abate di Asola, era stato messo al bando per spionaggio a favore del papa Pio V, e questo avrebbe portato gravi conseguenze a tutta la famiglia che era sostenitrice del partito dei vecchi filo-spagnolo e gesuita.

#### Ambasciata presso Casa Savoia
Per i successivi tre anni Lippomano fu ignorato dal governo veneziano che non gli assegnò nessun incarico, ma quando i Turchi intimarono la consegna dell'isola di Cipro, fu richiamato e il 14 aprile 1570 mandato come ambasciatore presso il duca Emanuele Filiberto di Savoia.
Per fronteggiare l'avanzata dell'impero ottomano si era infatti considerato di unire le forze cristiane in una lega, ma i rapporti tra Venezia e la Spagna erano molto complessi, per questo serviva l'intervento mediatore dei Savoia. Con questo incarico il Lippomano giunse a Torino il 26 settembre 1570, restandovi fino al 20 luglio 1573. L'ambasciata ebbe un esito positivo: egli si guadagnò i favori del duca, e a documento rimane la raccolta epistolare delle lettere che s'inoltrarono anche in seguito i due protagonisti dell'incontro.

#### Ambasciata in Polonia
Nell'agosto del 1573 fu mandato in Polonia, dove si era installato il neoeletto governo di Enrico di Valois, fratello di Carlo IX di Francia. Girolamo lasciò la città lagunare alla fine dell'anno, accompagnato dal fratello Giovanni, giungendo a Cracovia ad assistere ai funerali di Sigismondo Augusto e all'incoronazione del nuovo re. Ne farà una descrizione molto enfatica degli avvenimenti:
(Girolamo Lippomano dispaccio del 22 febbraio 1574)
Il periodo di festa in Polonia cessò improvvisamente con la morte del re Carlo in Francia, e con la conseguente fuga di Enrico che temeva gli fosse usurpato il trono francese, lasciando un paese nel caos. Il Lippomano fu obbligato a fermarsi su ordine del consiglio veneto, che voleva cogliere gli sviluppi politici, ma la situazione era sicuramente pericolosa, come testimonia la sua corrispondenza piena di timore che mandò al padre. Il Lippomano poté lasciare Cracovia solo nel novembre del 1574. La ricchezza degli scritti e delle relazioni sono un documento fondamentale per comprendere quali fossero i rapporti della Polonia con gli altri stati come la Turchia e la Russia.

#### Ambasciata in Austria
Il 10 giugno 1574, dopo aver trascorso solo una porzione minima di tempo tra i savi di terraferma, fu inviato presso la repubblica d'Austria da don Giovanni d'Austria, fratellastro di Filippo II di Spagna, che aveva ottenuto l'incarico di luogotenente in Italia. Serviva, infatti, guadagnare buoni rapporti dopo che la Repubblica Serenissima aveva separatamente firmato la pace con i Turchi nel 1573. Lippomano seguì don Giovanni da Nizza fino a Napoli, forse per allontanarsi da quella Venezia a lui tanto cara, ma che era infestata dalla peste.
Di questo incarico, l'ambasciatore ne farà una minuziosa descrizione sia del territorio, sia dei personaggi che andò a incontrare.

#### Ambasciata in Francia
Il suo ritorno a Venezia nel giugno del 1576 fu breve: fu infatti inviato in Francia alla corte del nuovo re Enrico III, che aveva già conosciuto nell'incarico polacco, giungendo a Parigi il 23 maggio 1577. La Francia subiva l'onda riformista capitanata da Ercole Francesco già duca d'Alençon e dal 1576 duca d'Angiò, e fratello del re che nel 1578 aveva intrapreso una campagna nelle Fiandre, persa contro il re di Spagna. Il Lippomano era contro la riforma, perché la sua famiglia aveva infatti molti rapporti con la chiesa romana, e mandò di conseguenza molti dispacci al papa che obbligarono il consiglio veneziano a mandare un ulteriore ambasciatore alla corte francese, Giovanni Michiel. Le relazioni del Lippomano furono molto drammatiche: il governo francese si trovava in grande difficoltà finanziaria tanto da temerne la paralisi. Il Lippomano lasciò la Francia il 26 novembre 1579, ma non prima che gli fosse insignito del titolo di cavaliere. 

#### Ambasciata in Portogallo e Austria
Tornato a Venezia, riprese a occupare il posto tra i savi di Terraferma. Nel 1580 venne nominato provveditore ai Confini e ambasciatore straordinario alla corte di Filippo II con Vincenzo Tron e il segretario Girolamo Ramusio il Giovane; la Serenissima, preoccupata per l'accrescimento della potenza spagnola, voleva infatti controllare quel regno che si era ingrandito assumendo anche il titolo di re del Portogallo. I due ambasciatori abitarono la città di Lisbona dal 26 luglio al 14 agosto 1581.
Lippomano, che era rimasto ospite dal fratello, avrebbe voluto che la Serenissima si unisse al Papa Gregorio XIII nella guerra contro i turchi. Mantenne comunque la sua fedeltà e ubbidienza al doge, non riuscendo però a risolvere tutte le questioni che gli vennero consegnate; tra quelle rimaste aperte, rientrò in particolare quella con gli Uscocchi. Il 23 dicembre 1581 gli fu affidato l'incarico di ambasciatore in Austria rimanendo a Vienna per ben tre anni, mandando l'ultimo suo dispaccio il 5 dicembre 1584.

#### Ambasciata in Spagna
Rientrato a Venezia venne nel 1585, gli fu conferito il titolo savio di Terraferma per il semestre successivo al suo rientro, provveditore sopra i Danari, ma di nuovo ambasciatore il 14 novembre 1585, e questa volta in Spagna. Raggiunse Madrid l'11 giugno 1586, dopo aver fatto testamento lasciando beneficiario delle sue proprietà il fratello Paolo, l'unico che poteva ancora avere una discendenza. In Spagna il re Filippo II stava organizzando l'armata che avrebbe dovuto difendere i cristiani sia dai protestanti che dai mussulmani, guerra che avrà una fine funesta, ma al Lippomano venne riconosciuta una condotta integra, tanto che il re fece dono alla Repubblica veneta del palazzo che diventerà poi sede dell'ambasciata veneta.

#### Bailo di Costantinopoli
Le riconoscenze ottenute in Francia fecero credere a Lippomano di aver ormai adempiuto gli obblighi verso il governo veneziano. Invece il 19 novembre 1589 fu inviato a Costantinopoli dove la situazione sembrava tranquilla. Un anno dopo l'insediamento fu richiamato a Venezia con l'accusa di alto tradimento inviando a sostituirlo l'ambasciatore Lorenzo Bernardo.
Girolamo Lippomano veniva accusato di alto tradimento per aver confidato i segreti della fortissima flotta veneta al re spagnolo Filippo II. Egli forse appoggiò più di quanto avrebbe dovuto una politica filo-spagnola favorendo l'ambasciatore spagnolo a Venezia Francisco de Vera y Aragon, tanto che il fratello Pietro, priore della chiesa della santissima Trinità, era già fuggito dalla città lagunare. 
Quando la nave che lo riportava a Venezia entrò nel porto, Girolamo si gettò in mare annegando. Questa sembra essere l'ufficialità della notizia, ma ci sono poi altre versioni: qualcuno sostenne che fu fatto prigioniero nei Piombi, dove morì di percosse e rigettato in mare, altre fonti sosterrebbero che fosse stato ucciso direttamente sulla nave. 
Il suo corpo fu posto nella chiesa di Santa Maria dei Servi, come aveva testamentato che conteneva le tombe della famiglia, ma nessuna epigrafe ne indicò la sepoltura.